# Honda C series
La serie C es una familia de motores V6 producidos por el fabricante japonés Honda de 1985 a 2005, cuyo desplazamiento era de 1996 a 3474 cm³ (2 a 3,5 L) (121,8 a 212 plg³). Ha sido utilizado en el Honda Legend, su hermano británico Rover 800 y el Sterling, que era el anagrama con la que se vendieron los automóviles de Rover, el modelo más potente del Rover 800 con motorización Honda.
Todo comparten en común un ángulo de 90° en la posición de los cilindros. Más allá de esto, hay poca o ninguna similitud entre las tres subfamilias dentro de este grupo. Por regla general, el intercambio de piezas no funciona entre estos subgrupos. Las tres subfamilias divisibles son:
- C20A, C20AT, C25A y C27A, montados en posición transversal.
- C30A y C32B montado en posición transversal en la parte trasera.
- C32A, C35A y C35B único ("one-off"), montados longitudinalmente.

## C20A
Cuenta con una distribución SOHC de 1996 cm³ (2 L; 121,8 plg³), un diámetro x carrera de 82 x 63 mm (3,23 x 2,48 pulgadas), relación de compresión 9.2:1, con una potencia máxima de 145 CV (143 HP; 107 kW) @ 6500 rpm y un par máximo de 167 N·m (123 lb·pie) @ 5500 rpm.

### Aplicaciones
- Honda Legend (KA1-KA6) 1985-1990 (solamente en Japón).[1]
- Honda HP-X (Honda Pininfarina Xperimental), un concepto de 1984 que tenía un muy bajo coeficiente aerodinámico (Cx) de 0.25.[2]

### C20T
Honda sustituyó el colector de admisión de longitud variable por un turbocompresor de geometría variable en el C20A, utilizado en el Legend del Japanese domestic market. El resultado de equiparlo con un turbocompresor con intercooler, llamado "C20AT", una mecánica extremadamente rara de encontrar. Honda fue pionera en turbocompresores de geometría variable: el "Wing Turbo", como lo llamó Honda, que estaban controlados por una unidad de control de motor (ECU) de 8 bits y se ajustaban constantemente de forma automática. Este coche era muy rápido y potente, pero debido al elevado precio sobre el Legend V6 2.7 L naturalmente aspidado no se vendió tanto, así que el coche desapareció. Este fue uno de los únicos Honda turbo de producción de fábrica, junto con el K23A1 del Acura RDX y el motor ER, utilizado en la primera generación del Honda City. También era de 1996 cm³ (2 L; 121,8 plg³), con una potencia máxima de 190 CV (187 HP; 140 kW) @ 6000 rpm y un par máximo de 241 N·m (178 lb·pie) @ 3500 rpm.

### Aplicaciones
- Honda Legend (1.ª generación KA1-KA6) 1988 (solamente en Japón).[3]

## C25A
Este tiene un ángulo de cilindros de 90° en V sobre el cigüeñal con 2494 cm³ (2,5 L; 152,2 plg³) y un diámetro x carrera de 84 x 75 mm (3,31 x 2,95 pulgadas). El bloque y las culatas de cuatro válvulas por cilindro (24 en total), son de fundición de aleaciones de aluminio y los orificios de los cilindros están llenos de hierro fundido. El sistema de escape utiliza tubos de igual longitud en ambos lados conectados a cada colector de escape, para reducir al mínimo la sonoridad y aumentar la eficiencia del escape. Para mantener la temperatura sin que se sobrecaliente, disponía de un enfriador de aceite.

### Aplicaciones
- Honda Legend Sedán 1986-1987 (Europa), con convertidor catalítico: relación de compresión de 9.0:1, con 150 CV (148 HP; 110 kW) @ 5800 rpm y 207 N·m (153 lb·pie) @ 4500 rpm.[4]
- Rover 825 Sedán 1986-1988 (Europa): relación de compresión de 9.6:1, con 167 CV (165 HP; 123 kW) @ 6000 rpm y 221 N·m (163 lb·pie) @ 4000 rpm.[5]
- Sterling 825 SL 1987-1988 (Estados Unidos): relación de compresión de 9.0:1, con 153 CV (151 HP; 113 kW) @ 5800 rpm y 209 N·m (154 lb·pie) @ 4500 rpm.[6]

## C27A
El Honda Legend y el Sterling 827 fueron equipados con cabezas DOHC y un colector de admisión de longitud variable que utilizaba seis conductos de admisión individuales para cada cilindro, por debajo de las 3500 rpm y agregaba otros seis conductos más grandes en altas revoluciones. Era de 2675 cm³ (2,7 L; 163,2 plg³) con un diámetro x carrera de 87 x 75 mm (3,43 x 2,95 pulgadas).

### Aplicaciones
- Honda Legend Coupé 1987-1991 con convertidor catalítico (Europa): relación de compresión de 9.0:1, con 169 CV (167 HP; 124 kW) @ 5900 rpm y 225 N·m (166 lb·pie) @ 4500 rpm.[7]
- Honda Legend 1987-1990 (Europa y Japón): relación de compresión de 9.0:1, con 180 CV (178 HP; 132 kW) @ 6000 rpm y 226 N·m (167 lb·pie) @ 4500 rpm.[8]
- Acura Legend Coupé LS 1987-1990 (Estados Unidos): relación de compresión de 9.0:1, con 163 CV (161 HP; 120 kW) @ 5900 rpm y 220 N·m (162 lb·pie) @ 4500 rpm.[9]
- Honda Accord 1995-1997: relación de compresión de 9.0:1, con 172 CV (170 HP; 127 kW) @ 5600 rpm y 224 N·m (165 lb·pie) @ 4500 rpm.[10]
- Rover 827 SLi Saloon 1988-1990 sin convertidor catalítico (Europa): relación de compresión de 9.4:1, con 177 CV (175 HP; 130 kW) @ 6000 rpm y 228 N·m (168 lb·pie) @ 5000 rpm.[11]
- Sterling 827 SL 1988-1991 con convertidor catalítico (Estados Unidos): relación de compresión de 9.0:1, con 162 CV (160 HP; 119 kW) @ 5900 rpm y 220 N·m (162 lb·pie) @ 4500 rpm.[12]
- Rover 800 Coupe 1992-1995 con convertidor catalítico (Europa): relación de compresión de 9.0:1, con 169 CV (167 HP; 124 kW) @ 5900 rpm y 225 N·m (166 lb·pie) @ 4500 rpm.[13]

## C30A

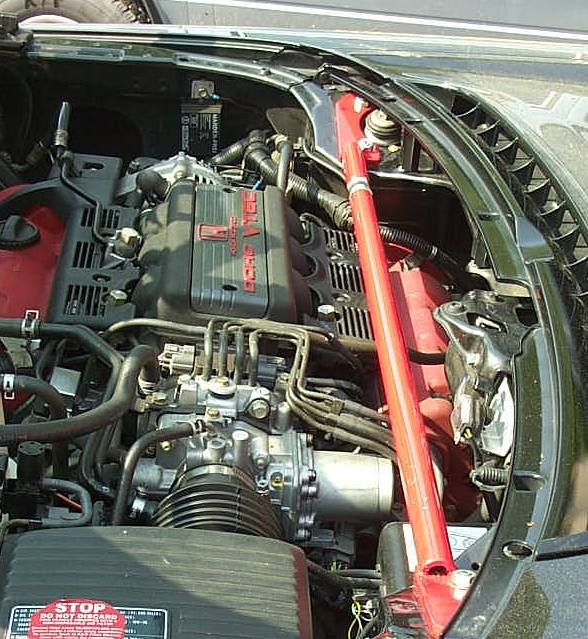
Versión de 3.2 L en un NSX de 1998

El C30A era una versión de 2977 cm³ (3 L; 181,7 plg³) con un diámetro x carrera de 90 x 78 mm (3,54 x 3,07 pulgadas) y una relación de compresión de 10.2:1, que producía 270 HP (274 CV; 201 kW) y un par máximo de 285 N·m (210 lb·pie). Era el segundo motor de Honda en utilizar el sistema de distribución de válvulas variable "VTEC", que ajustaba la elevación y duración de la leva en función de las revoluciones y la posición del acelerador. El VTEC permitía producir una gran potencia, con una entrega de la curva de par mucho más plana de lo esperado en una planta motriz de esas especificaciones. También fue equipado con el sistema de inducción de Volumen Variable (VVIS), que utiliza una cámara de admisión primaria y secundaria, que se acciona a partir de las 4800 rpm para mejorar la capacidad respiratoria y amplía curva de par.
Usaba de bielas de titanio, que era también la primera vez que un vehículo de producción en serie las usaba. Las bielas de peso ligero permitían lograr fiabilidad a altas revoluciones. Su bloque es un diseño de aleaciones de aluminio con las camisas de cilindros en hierro dúctil. Entre las dos culatas suman 24 válvulas, doble (DOHC) árbol de levas y contienen el mecanismo de VTEC, que es accionado por la presión del aceite. Para obtener el máximo rendimiento, utiliza un sistema de encendido directo con bobinas individuales colocadas directamente sobre cada una bujía en el cilindro.
Debido a su diseño DOHC y su conjunto de giro ligero, es capaz de rendir con fiabilidad a un régimen alto de revoluciones. De fábrica el corte de inyección (línea roja) está en 8000 rpm y en versiones modificadas para carreras puede llegar fácilmente a 9000 rpm sin reducir apenas la fiabilidad.
Debido a su complejidad, al coste y al uso de materiales exóticos, se utilizó exclusivamente en el Honda NSX. Para la versión equipada con transmisión automática de cuatro velocidades, se ha utilizado una versión ligeramente menos potente, equipada con una sincronización de la leva menos agresiva, con lo que producía 252 CV (249 HP; 185 kW) a las 6600 rpm.
Existe una versión avanzada de esta unidad, aunque no en una forma de producción, que se desarrolló para el uso en el campeonato Super GT Japonés (All Japan Grand Touring Car Championship) por el equipo de Honda Racing Corporation (HRC), utilizando al NSX con especificaciones GT. Este contaba con varias mejoras y modificaciones por parte de Mugen y es el primer turboalimentado utilizado por Honda para competir en la serie, ya que antes de 2003, el NSX GT-Spec utilizaba una variante atmosférica del C32A. Aunque las cifras de potencia se mantenían en secreto, corrían rumores que la versión turbo rendía más de 500 CV (493 HP; 368 kW).

### Aplicaciones
- Honda/Acura NSX manual 1991-2001: 270 HP (274 CV; 201 kW) @ 7100 rpm y 285 N·m (210 lb·pie) @ 5300 rpm.
- Honda/Acura NSX automático 1991-2001: 252 HP (255 CV; 188 kW) @ 6600 rpm y 285 N·m (210 lb·pie) @ 5300 rpm.

## C32A
El C32A es un SOHC de 3206 cm³ (3,2 L; 195,6 plg³) con un diámetro x carrera de 90 x 84 mm (3,54 x 3,31 pulgadas), que solamente se vendió en el mercado estadounidense.

### Aplicaciones
- Acura Legend Sedan 1991-1995: relación de compresión de 9.6:1, con 200 HP (203 CV; 149 kW) @ 5500 rpm y 285 N·m (210 lb·pie) @ 4500 rpm.[17]
- Acura Legend Coupé L 1991-1995: relación de compresión de 9.6:1, con 202 HP (205 CV; 151 kW) @ 5500 rpm y 285 N·m (210 lb·pie) @ 4500 rpm.[18]
- Acura TL 3.2 1996-1998: relación de compresión de 9.6:1, con 200 HP (203 CV; 149 kW)@ 5300 rpm y 285 N·m (210 lb·pie) @ 4500 rpm.[19]

Conocido como "Type-II", utiliza un colector de admisión mayor y una leva SOHC más agresiva.
- Acura Legend Sedan GS y Coupé LS 1994-1995: relación de compresión de 9.6:1, con 230 HP (233 CV; 172 kW) @ 6200 rpm y 279 N·m (206 lb·pie) @ 5000 rpm.[20]
- Honda Inspire 32V/ Honda Sabre 1995-1998: relación de compresión de 10.0:1, con 210 CV (207 HP; 154 kW) @ 5300 rpm y 294 N·m (217 lb·pie) @ 4500 rpm.[21]

## C32B

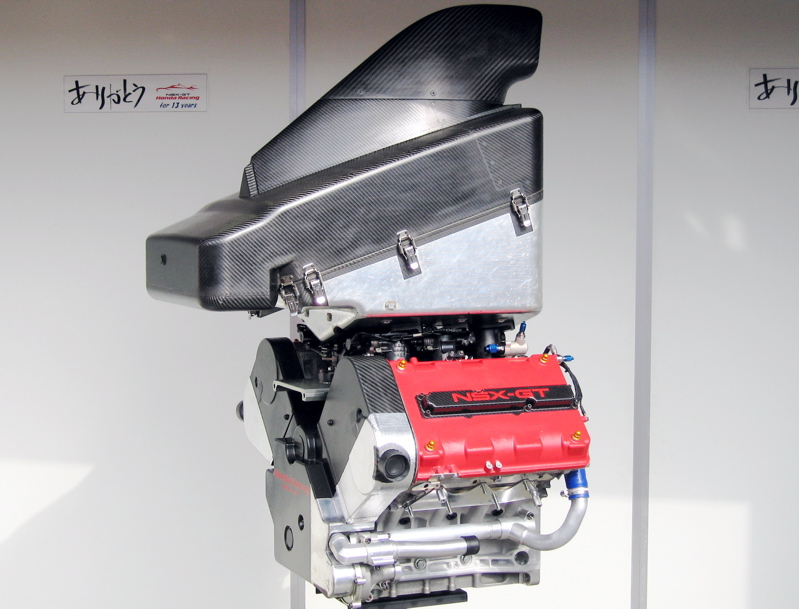
C32B de un NSX-GT clase GT500 de la serie Super GT de 2009

El C32B es un DOHC VTEC utilizado en el Honda NSX, que produce 290 HP (294 CV; 216 kW) y un par máximo de 304 N·m (224 lb·pie). Era una actualización del C30A, el cual comparte muchas piezas en común con el C32B, pero estos no comparten piezas con el C32A. Honda aumentó la cilindrada a 3179 cm³ (3,2 L; 194 plg³) usando pistones con un diámetro mayor de 93 mm (3,66 pulgadas), respecto a los de 90 mm (3,54 pulgadas) del C30A. Para dar cabida a estos más grandes, Honda utiliza una técnica en los cilindros reforzándolos con fibra de metal (FRM), en el que una fibra ultraligero de alúmina y carbono. Este proceso permitió que las paredes del cilindro fuesen más delgadas para proporcionar una refrigeración mecánica aceptable. También se utilizan válvulas de admisión de 32 mm (1,26 pulgadas) de diámetro, que son 1 mm mayores que los del C30A. Tenía una relación de compresión de 10.2:1.

### Aplicaciones
- Honda NSX-R 1997-2005 (Japón y Europa): 280 CV (276 HP; 206 kW) @ 7300 rpm y 304 N·m (224 lb·pie) @ 5300 rpm.[22]
- Acura NSX (Estados Unidos): 290 HP (294 CV; 216 kW) @ 7100 rpm y 304 N·m (224 lb·pie) @ 5500 rpm.[23]

## C35A
El C35A es el SOHC que tiene la mayor cilindrada con 3474 cm³ (3,5 L; 212 plg³), al haber aumentado la carrera a 91 mm (3,58 pulgadas). Lleva componentes forjados como el cigüeñal y bielas; y también contiene un eje de equilibrio para amortiguar las vibraciones del motor asociados a motores en V con ángulos de 90. Además de la adición de estos, en general diseño es similar al C32A, con algunas partes son intercambiables. La relación de compresión es igual al C32A de 9.6:1, a pesar del aumento de cilindrada.

### Aplicaciones
- Acura RL 3.5 1996-2004 (Estados Unidos y Canadá): 210 a 225 HP (213 a 228 CV) (157 a 168 kW) @ 5200 rpm y 224 lb·pie (304 N·m) @ 2800 rpm.[25]
- Honda Legend 1996-2004 (fuera de Estados Unidos y Canadá): 215 CV (212 HP; 158 kW) @ 5200 rpm y 312 N·m (230 lb·pie) @ 2800 rpm.[26]

## C35B
El C35B es una versión DOHC con VTEC de 3.5 L, que comparte las propiedades básicas de diseño con el SOHC sin VTEC en el que se inspiró, pero con levas más agresivas y las paredes de cilindros más ligeras. Se trata de una unidad única construida por Honda, colocado en posición longitudinal y que solamente se utilizó en el concepto Honda FS-X (por sus siglas "Futuristic Sports EXperimental") de 1991, con una potencia máxima de alrededor de 285 CV (281 HP; 210 kW).